# Земляна блішка виноградна
Земляна блішка виноградна (Altica ampelophaga) — вид жучків родини Chrysomelidae, підродини Alticinae. Вид поширений на заході Європи.